# Brook Avenue (Pelham Line)
Brook Avenue is een station van de metro van New York aan Lijn 6.
Het station bevindt zich op de hoek van East 138th Street en Brook Avenue, naast de Major Deegan Expressway in het stadsdeel The Bronx. Het station is geopend op 17 januari 1919. Het eerstvolgende station in westelijke richting is Third Avenue-138th Street. In oostelijke richting is dat Cypress Avenue.
Het station bevindt zich ondergronds. Metrolijn 6 doet het station te allen tijde aan.
Van noord naar zuid:
Pelham Bay Park · 
Buhre Avenue · 
Middletown Road · 
Westchester Square-East Tremont Avenue · 
Zerega Avenue · 
Castle Hill Avenue · 
Parkchester · 
St. Lawrence Avenue · 
Morrison Avenue-Soundview · 
Elder Avenue · 
Whitlock Avenue · 
Hunts Point Avenue · 
Longwood Avenue · 
East 149th Street · 
East 143rd Street-St. Mary's Street · 
Cypress Avenue ·
Brook Avenue · 
Third Avenue-138th Street · 
125th Street · 
116th Street · 
110th Street · 
103rd Street · 
96th Street · 
86th Street · 
77th Street · 
68th Street-Hunter College · 
59th Street · 
51st Street · 
Grand Central-42nd Street · 
33rd Street · 
28th Street · 
23rd Street · 
14th Street-Union Square · 
Astor Place · 
Bleecker Street · 
Spring Street · 
Canal Street · 
Brooklyn Bridge-City Hall